# Ninildu
Ninildu, Nin-ildu o Nin-Ildu, en la mitología acadia y babilónica, es una diosa menor de los bosques y de la construcción y patrona de los carpinteros. Era hija de Ea, hermano de Enlil.
Maldijo a los árboles de Naram-Sin después de haber cometido actos de impiedad. 
Etimológicamente, viene de NIN, "señora" o "diosa" e ILDU. 